# ヘルメット潜水

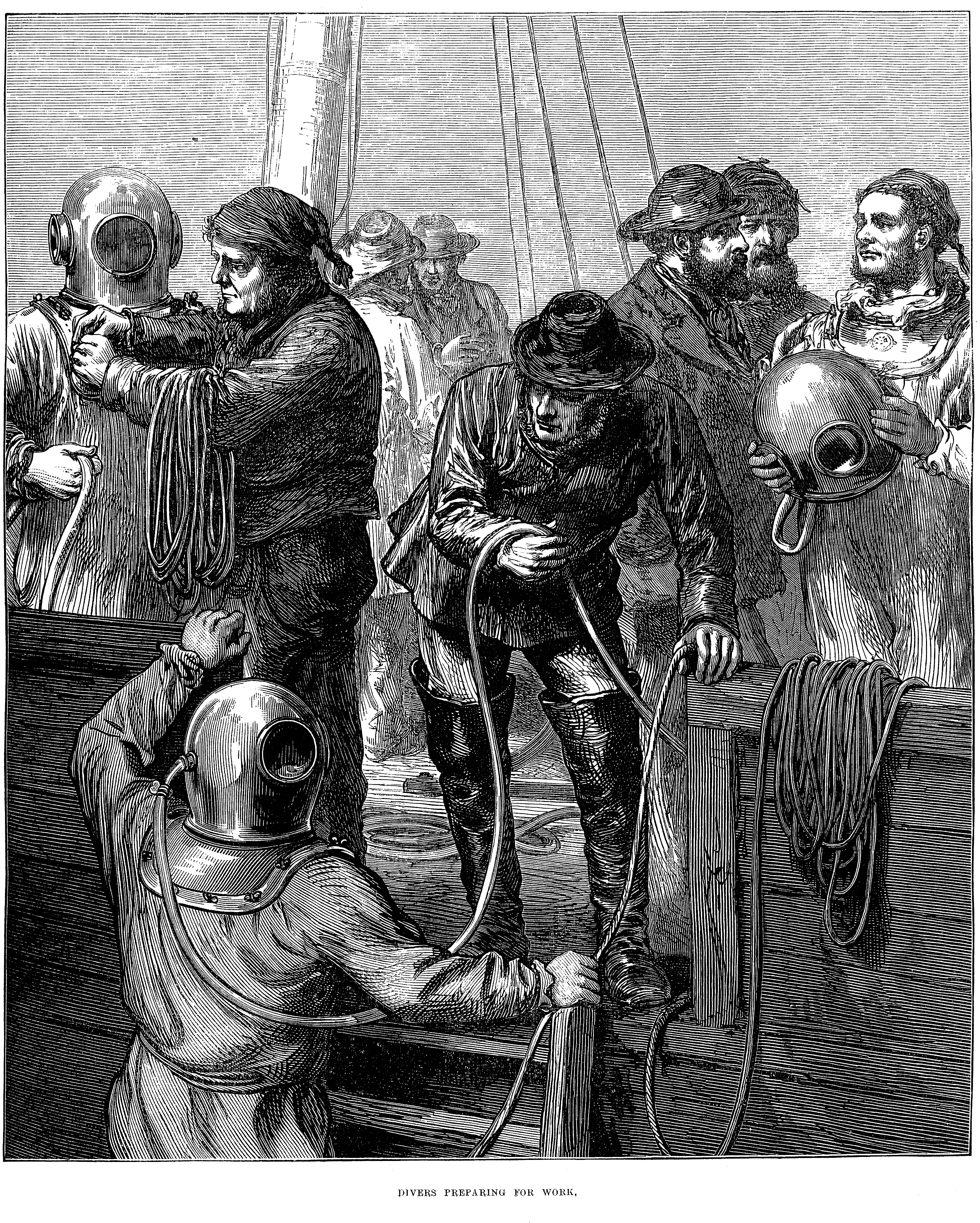

ヘルメット潜水（ヘルメットせんすい）は送気式潜水の一種で、ゴム引き帆布などの防水素材で作られた潜水服と、ガラス窓のついた金属（主に真鍮）製のヘルメットを使用し、水上からホースでヘルメットに空気を供給する潜水方法である。
1950年代にスクーバが普及し始めるまではほぼ唯一の実用的な潜水方法であったため、水中土木作業や軍事用など作業潜水の分野のほか、漁業用としても広く一般に使用されてきた。そのため、「潜水服」という単語でヘルメット潜水の装備一式を指し示す場合もある。
しかし、1900年前後に基本的なシステムが確立されて以来全体としてはほとんど改良されていない古いシステムであることから、ダイバーには非常な熟練と体力が要求され、安全性についてもけっして高いとはいえない。また、装備の重量だけでも80 - 90kgに達するうえ空気供給ホースなどで行動が制約されるため、機動性もきわめて低いといえる。そのため、現在では機動性の高いスクーバや近代的な送気式潜水に急速に取って代わられつつある。

## ヘルメット潜水の装備
製造者や型式により若干の差異はあるが、ヘルメット潜水で使用する装備の概要は以下のとおりである。
潜水服
ヘルメット潜水で使用される潜水服は、ゴム引きの帆布などの防水素材で作られた手首から先を除く全身を覆うもので、他の潜水方法で使用される潜水服と比べるとかなり大きめに作られている。潜水服の首の部分は比較的大きな開口部となっており、ここからダイバーが潜水服内へ入った後台座を取り付けヘルメットを固定する。このような構造により、潜水服とヘルメットが一体となって気密（水密）空間を構成しているということがヘルメット潜水の特徴のひとつとして挙げられる。これは、スクーバダイビングで使用されるドライスーツと同様、空気による断熱効果によってダイバーの体温を維持するためのある意味一番単純な解決法でもある。またヘルメット潜水では浮力の調整も潜水服内の空気量を調整することで行うので、その意味では潜水服が浮力調整器を兼ねているともいえる。
ヘルメット
主に真鍮などの金属で作られたヘルメットには、空気供給ホースの接続口や排気バルブ、水面と交信するための電話装置などが取り付けられており、文字通りヘルメット潜水の中心的器材といえる。ヘルメットは潜水服同様かなり大きめに作られており、また台座に固定されているためにダイバーの首の動きに追従できる構造にはなっていない。そのため外部を観察するためのガラス窓が正面以外（左右の側面と、型式によっては正面上方）にも取り付けられており、外観上の特徴となっている。排気バルブは一般にスクリュー式と手動開閉式の双方が装備されており、これらを組み合わせて操作することにより潜水服内の空気の量を調節する。手動開閉式のバルブは、作業中など両手が塞がった状態でも操作できるよう後頭部（型式により額や顎のものもある）で作動レバーを操作してバルブを開くばね復帰式のものが一般的である。
空気供給ホース
ヘルメット潜水で使用される空気供給ホースは、使用される圧力が比較的低くかつ空気の消費量が他の潜水方法と比べて多いのでかなり太径であり、ダイバーの腰の付近に固定される手動式の調整バルブおよび安全のための逆止弁を経由してヘルメットへ接続される。空気供給ホース自体は強い張力には耐えられないので、潜降・浮上の際などにダイバーを吊り下げるため命綱が併用される場合も多い。さらに電話装置用の通信ケーブルを含めた3種類を束ねて使用することも多い。
空気供給設備（空気ポンプ）
ヘルメット潜水で使用される空気供給設備は、古くは手押し式あるいは手回し式など人力によるポンプが使用されていたが、現在ではほとんどがエンジンまたはモーターを動力としたポンプとなっている。ヘルメット潜水では一般にダイバー側に予備の空気タンクを装備することはほとんどないので、万一の動力の停止あるいはポンプの故障に備えて水上設備側に予備の空気タンクを設備することが一般的である。
重錘（ウェイト）等
ヘルメット潜水では、潜水服やヘルメットの内容積が多く大きな浮力が働くことや潮の流れなどの中でも安定した作業をする必要があることなどから、胸や背中などに重い鉛の錘を装着し、さらに水中で安定して直立姿勢を保てるように靴も鉛の錘が内蔵されたものを使用する。そのため装備の総重量は80 - 90kgに達する。

## ヘルメット潜水の利点・欠点など
空気供給ホースの存在
ヘルメット潜水が開発されたのは、当時十分な量の空気を水中へ携行できる圧力容器が存在しなかったという純粋に技術的な理由によるものだが、水上の空気供給設備さえ稼動していれば空気の供給能力による潜水時間の制限が事実上存在しない利点があるともいえる。しかし、空気供給ホースが水中の障害物に引っ掛かるという危険性が常に存在するうえ、たとえばトンネル状の通路を通りぬけて反対側で浮上するようなことが不可能であるなど、ダイバーの水中での行動に大きな制約を与えているということも事実である。また、空気供給ホース自体が損傷を受けた場合、空気の供給が完全に途絶してしまう危険性もある。実際、日本ではヘルメット潜水でタイラギ潜水漁をしていた潜水員がサメに空気供給ホースを引きちぎられる事故が発生している。
ヘルメットと潜水服が一体となって気密（水密）空間を構成していること
一時的にダイバーへの空気供給量が低下してもヘルメットと潜水服で構成される気密空間内の空気は比較的多いため、ダイバーの呼気はある程度希釈され二酸化炭素濃度が急激に上昇することはない。そのため、状況にもよるが、空気の供給が完全に停止してもおおむね5分程度以上は生存可能であるとされている。ただ、これはあくまでも結果論であり空気供給の不安定性の裏返しでしかない。また気密空間内の空気が多いということは換気の効率が悪いということでもあり、給排気の調節が不適当だと逆に二酸化炭素濃度の上昇を招きやすいという欠点もある。
手動による空気供給と浮力の調整
ヘルメット潜水では、スクーバなど近代的な潜水装置とは異なり空気の給排気がダイバーの呼吸に応じて自動的に調整されるわけではない。そのためダイバー自身が空気供給ホースの調整バルブとヘルメットの排気バルブの双方を操作し、呼気で汚れた潜水服内の空気を換気するために十分な空気が供給され、かつ空気供給量に応じた排気が行われるよう調節しなければならない。空気供給量に対して排気量が少なければ潜水服内の空気の量が増加するため浮力も増加し、逆に排気量が多ければ浮力が減少するが、浮力の調整を誤って浮力を増やし過ぎると吹き上げと呼ばれる急激な浮上を引き起こし、減圧症などの高気圧障害の原因となることがある。逆に浮力を減らし過ぎると、空気の供給が追いつかずにどんどん深みへと墜落し、窒息死したり潜水服が水圧で押しつぶされて傷害を負ったりすることがある。この場合、硬いヘルメットは変形しないので、身体がヘルメットに押し付けられて鎖骨などを骨折したり、ひどい場合には身体全体が押しつぶされてヘルメットの中に押し込まれてしまう例もあるといわれている。このような墜落は作業中に足場を踏み外したような場合にも起こりうる。
装備の重量が大きいこと
ヘルメット潜水では、前述のように装備の総重量は80 - 90kgに達するため、水上では一人で移動することは困難である。また、水中でもフィン（足ひれ）を使用して泳ぐのではなく、ほとんど水底を這うように歩いて移動する必要がある。しかし、装備の重量が大きいことは、逆に潮の流れなどの中でも安定した作業が可能になるという利点につながる。
作業潜水での安全性
ヘルメット潜水では手の先のごく一部しか水に触れないので、比較的低水温でも長時間の作業が可能なうえ汚染された環境でも比較的安全な作業が可能である。また、硬いヘルメットで頭部が完全に保護されているため溶接・溶断や爆発などを伴う作業に対する安全性も高いなど作業潜水に対し適合性が高い。さらに命綱や電話装置を併用することにより、ダイバーが行方不明となる可能性は極めて低いうえ、常に音声による連絡が可能なため水面からダイバーに対し作業の指示や支援が可能であるとともにダイバーが危険な状況に陥った場合でもすぐに水上で気付くことができる。最悪の場合命綱でダイバーを引き揚げることも可能である。
一方で1992年（平成4年）3月には、日本の愛媛県松山市沖（瀬戸内海）でタイラギ漁をしていた潜水員がホホジロザメに襲われて行方不明になる水難事故が発生しており、後にこの潜水員はサメによる襲撃が原因で死亡したと認定されている。

## 潜水可能な深度
一般的なヘルメット潜水では呼吸ガスとして通常の空気を使用するので、窒素中毒に対する安全性から安全に潜水可能な深度は水深30 - 40m程度までである。混合ガスを使用してさらに大深度へ潜水可能なものも主に軍事用として開発されたが、安全面や経済面から現在ではほとんど使用されていない。

## 硬式潜水服

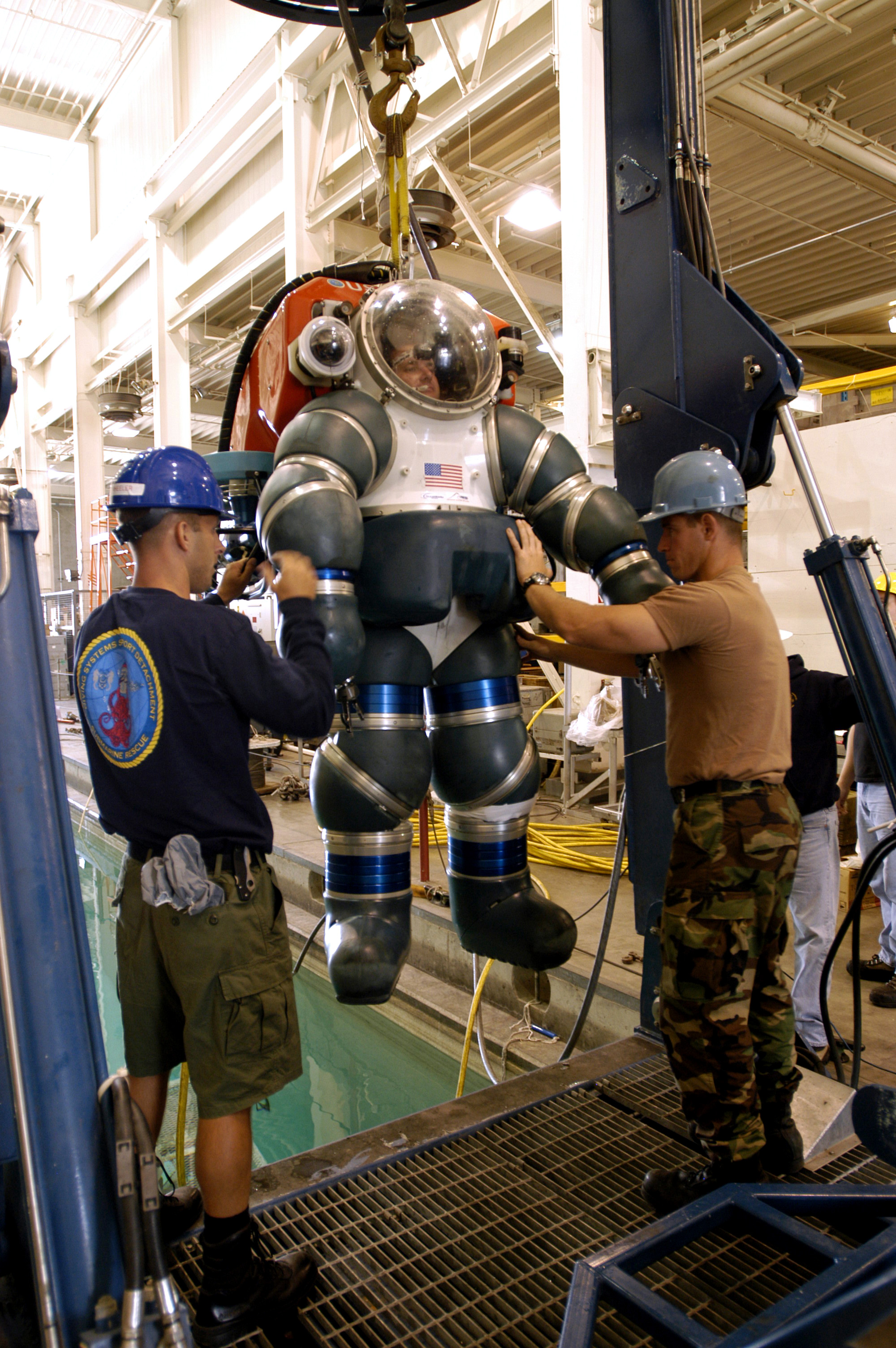
大気圧潜水服

ヘルメットを除く服がゴムや布のように変形しやすい材料で出来ているものを軟式潜水服と言い、関節は可動であるが全体として金属のように変形しない（しにくい）材料で出来ているものを硬式潜水服と言う。
軟式潜水服であれば水圧が服を通してかかるために浮上前に減圧の必要があるが、硬式潜水服であれば理想的には外部の水圧を受けないので、ダイバーにとって大きな負担となる減圧の必要はなくなる。
硬式潜水服の中でも大気圧潜水服 (Atmospheric diving suit) と呼ばれる物では内部は完全な水密構造になっており、水圧の影響を受けずに常に大気圧に保たれており、実質的には服というよりも作業用の手足がついた1人乗りの小型潜水艦とも言うべき物になっている。手足の動きが制限されるため、移動するために泳ぐことが困難であるため、背部などに移動用のモーターとスクリューを持っていることが多い。他の潜水方式では不可能な大深度への潜水も可能で実験レベルでは深度千メートルの潜水に成功し、深度540mでの潜水作業記録がある、量産品でもカナダのNEWT SUITは300メートル以上の潜水作業が可能である。大気圧潜水服は極めて高価で精密な機械であるため生産数は少ない。
日本でも船の科学館に深海大気潜水服「JIM」が展示されているので実物を見ることが出来る。